# 겟 온 업
《겟 온 업》(영어: Get On Up) 혹은 제임스 브라운은 2014년 개봉한 소울 R&B 가수 제임스 브라운의 전기 영화이다. 테이트 테일러 감독이 연출했고, 채드윅 보즈먼이 제임스 브라운을 연기했다. 그리고 넬슨 엘리스, 댄 애크로이드, 비올라 데이비스, 크레이그 로빈슨, 옥타비아 스펜서가 출연한다.

## 출연
- 채드윅 보즈먼 - 제임스 브라운
  - 저메리언 스콧, 조던 스콧 - 아역
- 넬슨 엘리스 - 보비 버드
- 댄 애크로이드 - 벤 바트
- 비올라 데이비스 - 수지 브라운
- 레니 제임스 - 조 브라운
- 프레드 멜라메드 - 시드 네이선
- 자말 바티스트 - 존 스타크스
- 크레이그 로빈슨 - 메이시오 파커
- 질 스콧 - 디어드리 "디디" 젱킨스
- 옥타비아 스펜서 - 허니 워싱턴
- 조시 홉킨스 - 랠프 배스
- 브랜던 마이클 스미스 - 리틀 리처드
- 티카 섬프터 - 이본 페어
- 온재뉴 엘리스 - 비키 앤더슨
- 타리크 트로터 - 피 위 엘리스
- 앨로 블랙 - 너플로이드 스콧
- 키스 로빈슨 - 베이비 로이
- J. D. 에버모어 - 세미나 진행자
- 아나 오라일리 - 리포터
- 제임스 듀몬트 - 둘리 병장
- 스테이시 스카울리 - 퍼넬러피 화이트
- 리즈 미켈 - 거트루드 샌더스
- 에런 제이 롬 - 프랭키 아발론
- 클라이드 존스 - 대디 그레이스
- 조 T. 블랭컨십 - 앨런 리즈
- 마이클 파파존 - 1949 캅
- 커크 보빌 - 아나운서
- 아코몬 존스 - 보비 베넷
- 존 벤저민 히키 - 리처드
- 앨리슨 재니 - 캐시
- 자멜 리처드슨 - 지미 놀런
- 저스틴 홀 - 부치 콜린스
- 데이비드 카젤 - 캣피시 콜린스
- 제이슨 데이비스 - 케빈 화이트 소령
- 빌리 슬로터 - 수영장 청소부
- 찰스 R. 루니 - 린든 B. 존슨 대통령
- 필리스 몬태나르블랑 - 버드 부인

## 기타
- 세트: 레나 드안젤로
- 의상: 샤렌 데이비스